# Programme spatial algérien
Le programme spatial algérien est un ensemble d'activités spatiales conduites par l'Algérie depuis 1987.

## Historique
Le programme spatial algérien prend naissance en 1987, avec la création du Centre national des techniques spatiales (CNTS).
Le 16 janvier 2002, l'Agence spatiale algérienne (ASAL) est créée par décret présidentiel no 02-48, chargée de la conception et de la mise en œuvre de la politique algérienne dans le domaine spatial.

### Programme Alsat

Satellite Alsat en orbite.

### Programme Alcomsat
Le 10 décembre 2017, le premier satellite de télécommunications de l'Algérie, Alcomsat-1 est mis en orbite par le lanceur Longue Marche 3B à partir de la base de lancement de Xichang en Chine. Il est placé en orbite géostationnaire à une longitude de 24,8° Ouest.
Conçu par l'Académie chinoise de technologie spatiale (CAST), il utilise la plate-forme satellitaire Dong Feng Hong 4 (DFH-4) de 5 200 kg de masse brute et 26 mètres d'envergure pour une durée de vie de 15 ans en orbite géostationnaire. Il emporte des transpondeurs en bande KU, pour la télévision, en bade kA pour le V-Sat et les transmissions internet ainsi que des transpondeurs en bandes X, EHF et UHF pour les besoins de l'armée et des secteurs stratégiques de l'État.
Le contrôle opérationnel est assuré par deux stations construites en Algérie ; l'exploitation et le contrôle du satellite seront effectués par les ingénieurs de l'ASAL, depuis les centres d’exploitation des systèmes de télécommunications de Boughezoul (Médéa) et de Bouchaoui (Alger).
L'Agence spatiale algérienne prévoit le lancement d'Alcomsat-2 à l'horizon 2020-2040. L'ASAL compte construire Alcomsat-2 avec des compétences algériennes. Alcomsat-2 va remplacer Alcomsat-1 dont la durée de vie est de quinze ans.